# Cyrtodactylus rubidus
Cyrtodactylus rubidus este o specie de șopârle din genul Cyrtodactylus, familia Gekkonidae, ordinul Squamata, descrisă de Blyth 1861. Conform Catalogue of Life specia Cyrtodactylus rubidus nu are subspecii cunoscute.